# Pteropus anetianus
Pteropus anetianus är en däggdjursart som beskrevs av Gray 1870. Pteropus anetianus ingår i släktet Pteropus och familjen flyghundar.
Inga underarter finns listade i Catalogue of Life. Wilson & Reeder (2005) skiljer mellan 7 underarter. Arten är nära släkt med Pteropus samoensis och andra flyghundar från Oceanien.

## Utseende
Vuxna exemplar når en kroppslängd av 191 till 205 mm och saknar svans. De har 117 till 135 mm långa underarmar, bakfötter av ungefär 33 mm längd, en vikt av 200 till 440 g och 21 till 26 mm stora öron. Arten är färgglad och utseendet varierar på olika öar. Grundfärgen är gulbrun och vingarna har en svartbrun färg. Jämförd med Pteropus fundatus är individerna större och tänderna är i jämförelse med kroppsstorleken större.

## Utbredning och ekologi
Denna flyghund förekommer på ögruppen Vanuatu. Arten vistas i låglandet i skogar och odlingsmark.
Individerna bildar vid viloplatsen flockar eller mindre kolonier. De är ibland aktiva på dagen. Födan utgörs av frukter som fikon. Ungarna föds vanligen i augusti eller september. Några exemplar delar viloplatsen med stora kolonier av Pteropus tonganus. Andra frukter som äts kokosnöt, arter av kryddnejliksläktet och Artocapus atilis. Även blommor ingår i födan. Pteropus anetianus kan vara dagaktiv när det finns ett molntäcke. Den jagas av pilgrimsfalk. Enligt historiska böcker föds ungen i augusti eller september. Honor blir könsmogna vid en vikt av 300 g och hannar vid 325 g.

## Hot
Beståndet hotas av skogens omvandling till jordbruksmark och av intensivt skogsbruk. Några exemplar dödas och säljs som viltkött. Ett annat hot är större bränder. IUCN kategoriserar arten globalt som sårbar.